# Oberes Schloss (Siegen)

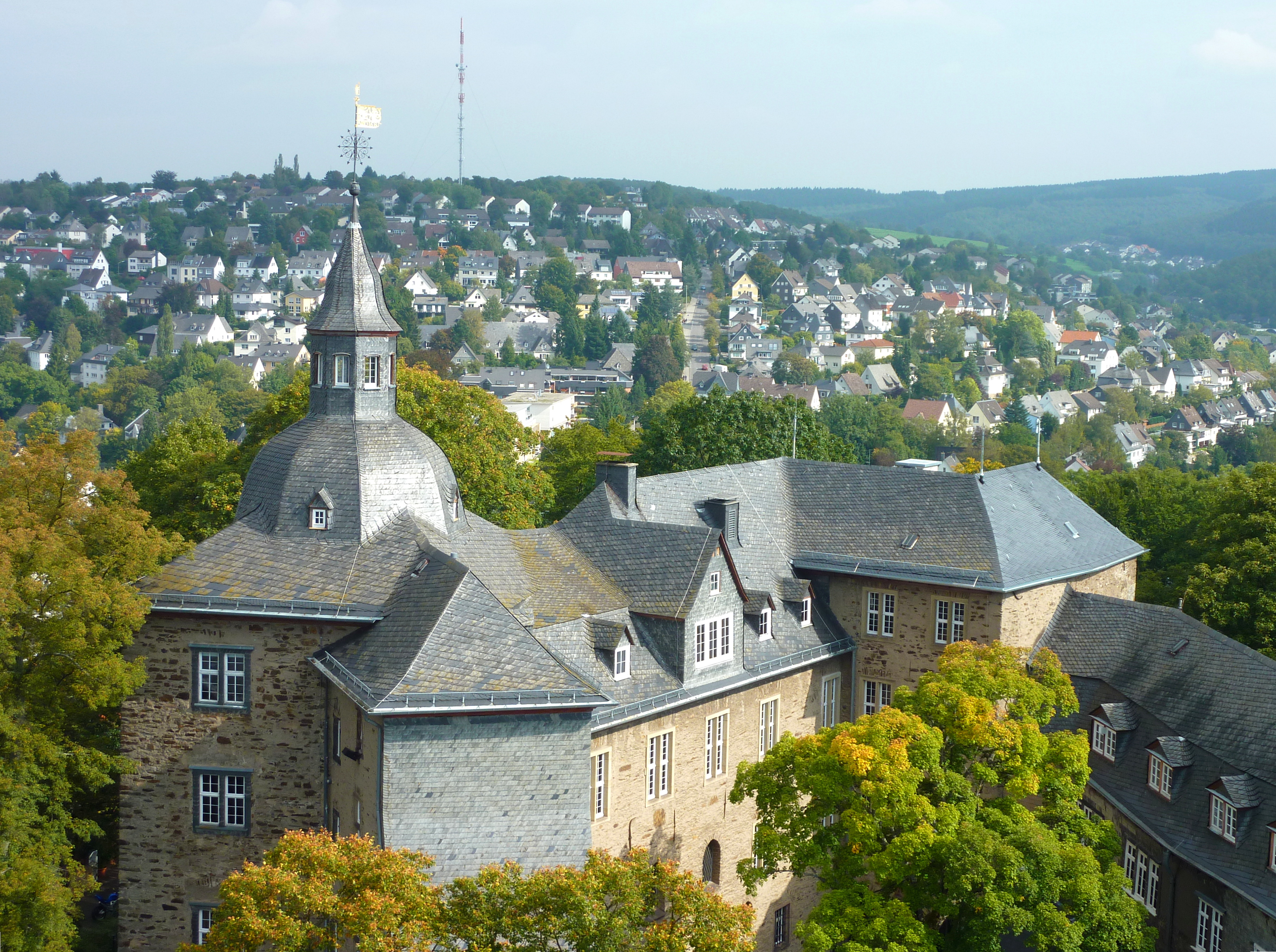
Die Gebäude der Kernburg. Ansicht von Südwesten, im Hintergrund der Giersberg (2010)

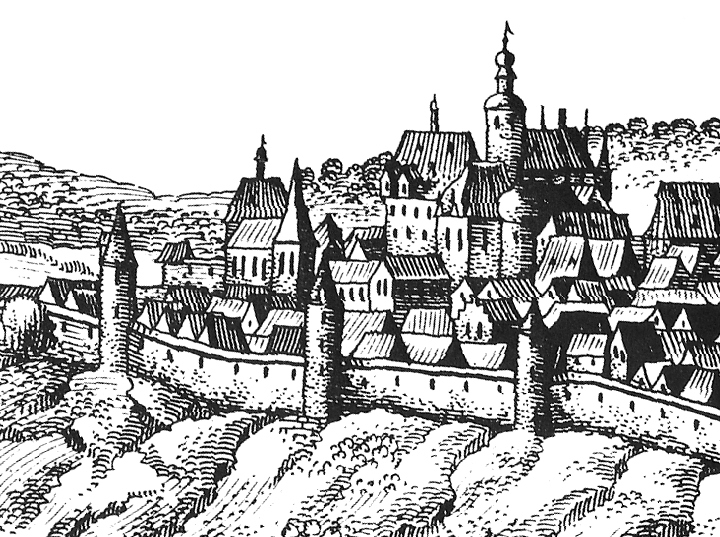
Siegen und das Obere Schloss (um 1600)

Das Obere Schloss liegt auf dem 307 m hohen Siegberg in der Stadt Siegen. Die Anlage geht auf eine mittelalterliche Höhenburg zurück, die anfangs in gemeinschaftlichem Besitz der Erzbischöfe von Köln und der Grafen von Nassau war. Später ging sie ganz in nassauischen Besitz über. Teilweise umgebaut diente sie zeitweise als Residenz. Heute beherbergt die Anlage das Siegerlandmuseum.

## Geschichte

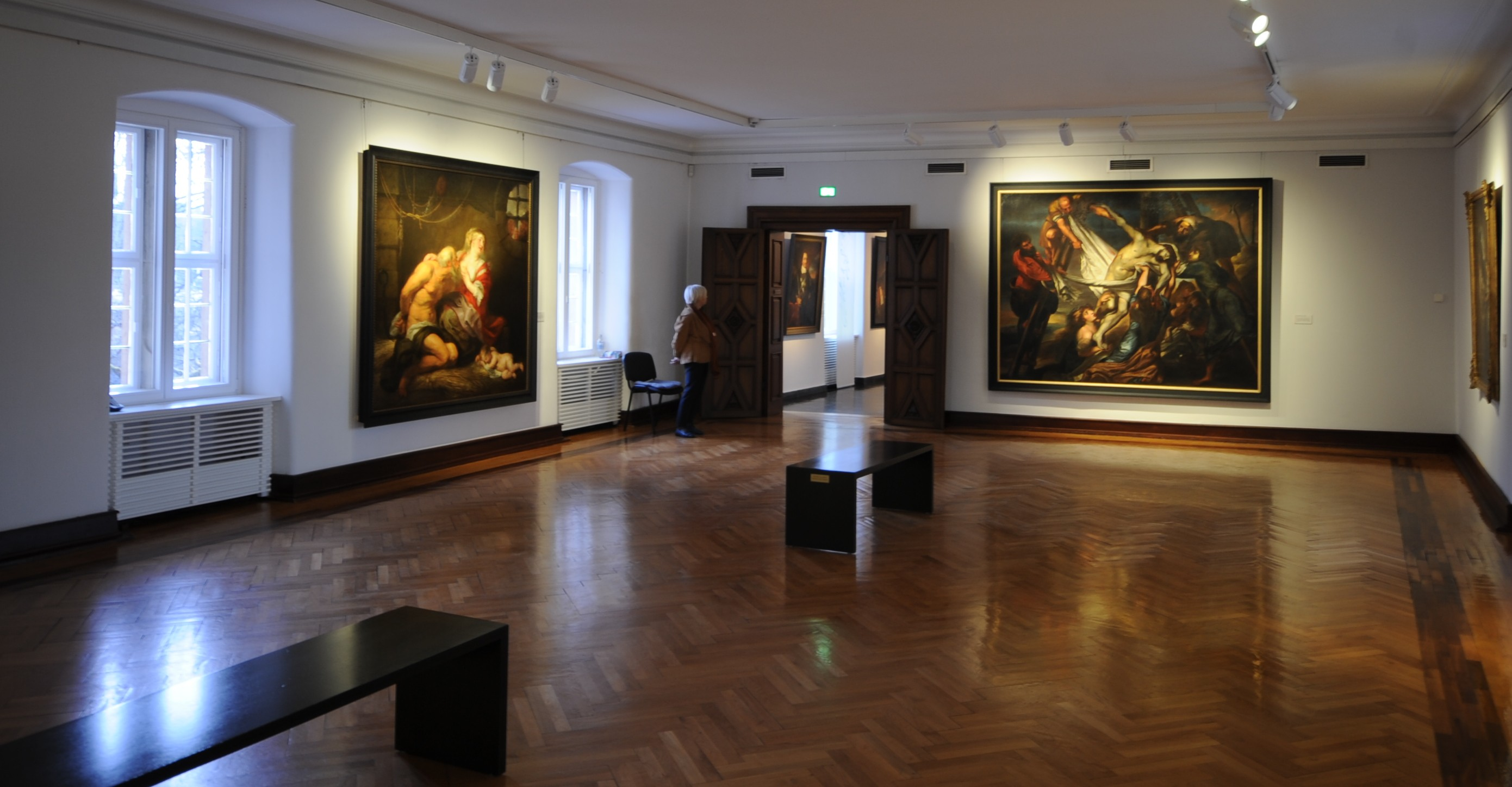
Rubenssaal mit Rubens Kreuzabnahme (2018)

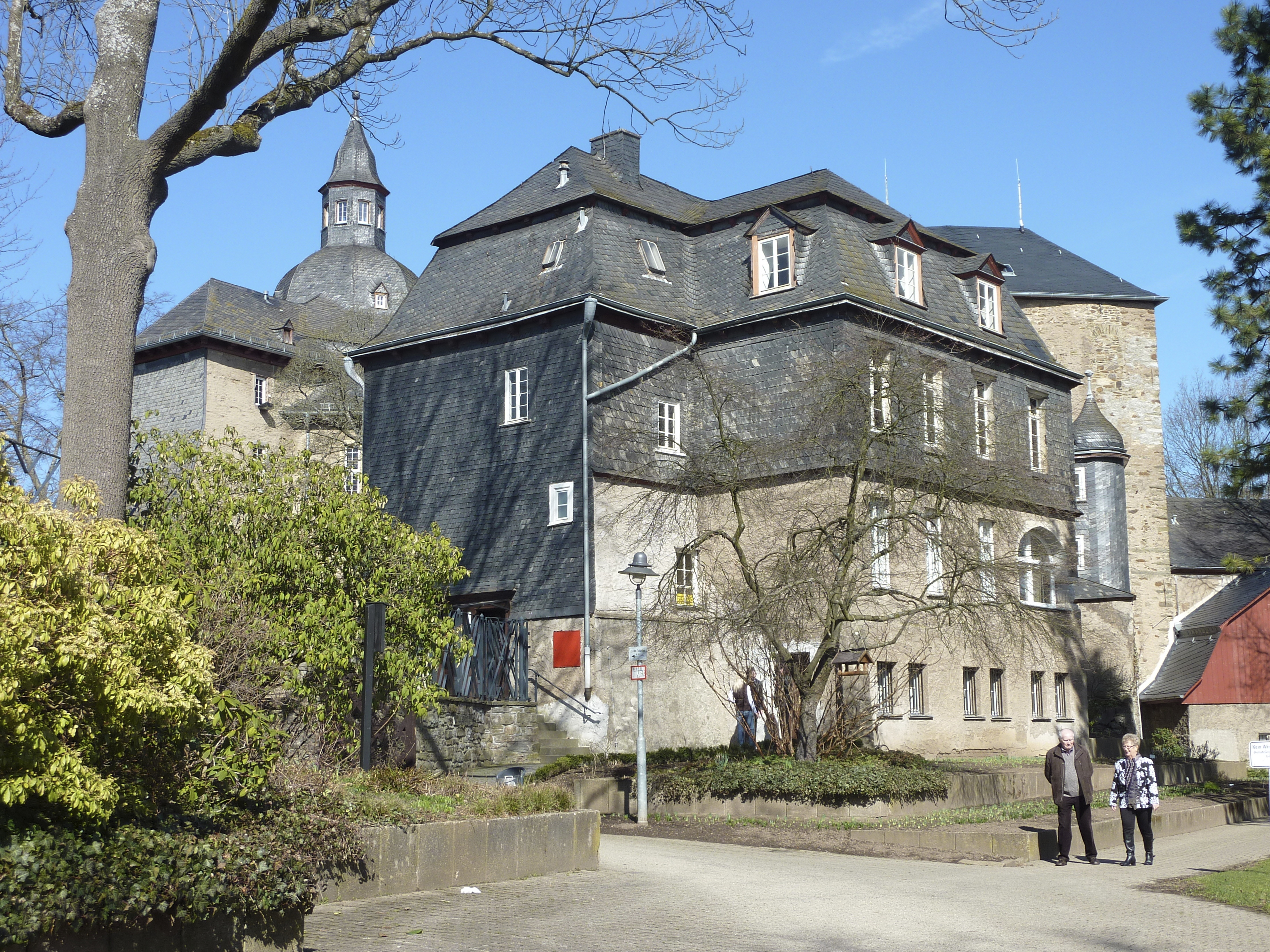
Ansicht der Kernburg aus dem Schlosspark von Südosten

Erstmals urkundlich erwähnt wurde die Anlage in einer auf den 2. September 1259 datierten Urkunde im Namen von Bischof Heinrich von Lüttich als burch inde der stad zen Sigin. Aus einem weiteren Schriftstück aus dem Jahr 1261 lässt sich auf das Bestehen der Burg bereits seit mindestens dem Jahr 1224 schließen – zu dem Zeitpunkt als Graf Heinrich II. von Nassau und Erzbischof Engelbert I. von Köln die Stadt Siegen untereinander aufteilten. Die Errichtung der Burg wird bereits für die Zeit um das Jahr 1200 vermutet. Die ersten urkundlichen Erwähnungen lassen jedoch noch keine Schlüsse auf Größe und Aufbau der Burg zu. Eine Urkunde von 1341 erwähnt lediglich die „vestin Sigin, Ginsberg unde der Han“. Erst ein weiterer Vertrag aus dem Jahr 1343 gibt durch präzisere Dokumentation der seit 1224 bestehenden Aufteilung Hinweise auf die Beschaffenheit der Gebäude. So waren zwei Pforten, Hauptturm sowie Innenhof mit Brunnen im gemeinschaftlichen Besitz. Die Gebäude zur Sieg hin waren erzbischöflich („Bischofshaus“), während die Gebäude zur Weiß hin gräflich waren („Grafenhaus“). Im Laufe der Zeit nahm der erzbischöfliche Einfluss immer mehr ab. Bis ins späte 15. Jahrhundert wurde die Anlage in Schriftstücken als Burg („burch“), Festung („vestin“) oder auch mit dem lateinischen Begriff für Burg, castrum bezeichnet; erst danach setzte sich allmählich die Bezeichnung als Schloss durch. Seit 1670 wird die Anlage Altes Schloss beziehungsweise Oberes Schloss genannt.

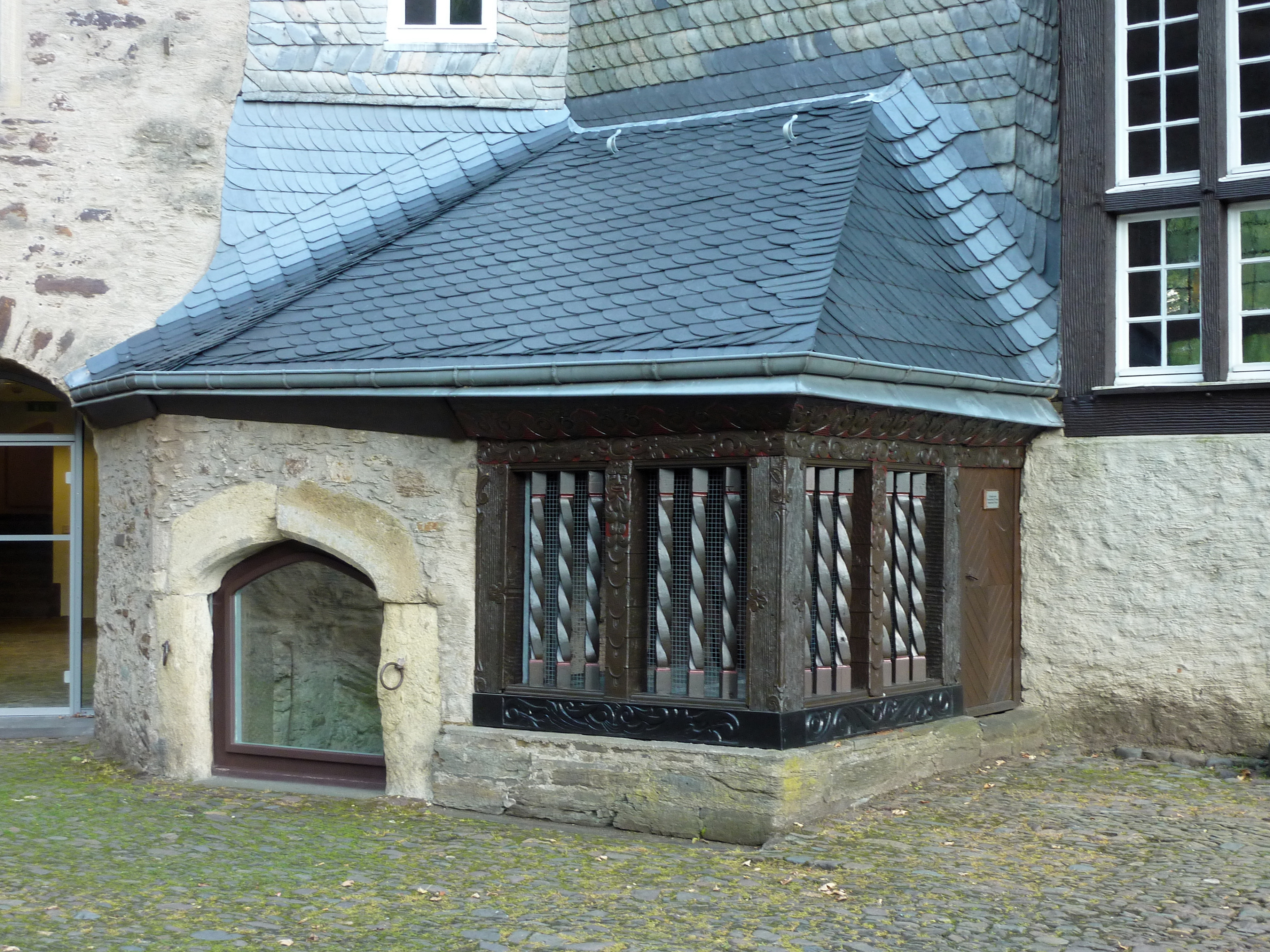
Überdachter Brunnen im Schlosshof

Zu Beginn des 15. Jahrhunderts waren die Grafen von Nassau alleinige Stadt- und Burgherren. Die Aufhebung der Zweiteilung der Burg ist für das Jahr 1421 überliefert. Im Spätmittelalter wurde die Anlage ausgebaut und stärker mit Wehrtürmen und Mauern befestigt. Ein Brand, ausgelöst durch einen Blitzschlag, zerstörte am 19. Juli 1503 große Teile der zentralen Gebäude. Im Rahmen des Wiederaufbaus ab dem Jahr 1506 entstanden unter anderem die Gotische Halle und der Oraniersaal. Während des 16. bis ins frühe 17. Jahrhundert diente die Burg nur gelegentlich als Residenz der Grafen. Ab 1571 wohnte hier vorübergehend die Schwägerin des damaligen Schlossherrn Johann VI. von Nassau-Dillenburg, Anna von Sachsen, die getrennt lebende Ehefrau seines Bruders Wilhelm von Oranien, des niederländischen Freiheitshelden. Ihre Affäre mit ihrem Rechtsanwalt Jan Rubens, von dem sie die Tochter Christine empfing, führte zu dessen zweijähriger Haft in Dillenburg und zu seinem anschließenden Hausarrest in Siegen, wo 1577 sein berühmter Sohn Peter Paul Rubens zur Welt kam. Jan Rubens’ Ehefrau Maria Pypelinckx hielt stets loyal zu ihrem Mann.
Nach der Aufteilung der nassauischen Besitzungen wurde Johann der Mittlere Regent im Siegerland. Seither diente die Burg als Residenz des Hauses Nassau-Siegen. Wegen konfessioneller Streitigkeiten kam es 1623 zu einer weiteren Aufteilung. Die evangelische Linie residierte im ehemaligen Franziskanerkloster, das sich später zum Unteren Schloss entwickelte. Das Obere Schloss blieb in der Hand der katholischen Linie. Die konfessionellen Konflikte endeten erst mit dem Aussterben beider Zweige im 18. Jahrhundert. Im Jahr 1742 gelangten alle nördlich der Lahn gelegenen Besitzungen des Hauses Nassau an die Linie Nassau-Dietz, die seit 1747 auch die Erbstatthalter der Niederlande stellte. Damit verlor Siegen seine Residenzfunktion als Zentrum eines eigenständigen Fürstentums. Es blieb zunächst noch Residenz der jeweiligen Witwen und wurde Sitz eines Amtmannes.
Unter den folgenden wechselnden Landesherren bis in die preußische Zeit war das Obere Schloss Sitz verschiedener Behörden wie Landratsamt und Domänenverwaltung. Seit 1888 gehört das Schloss der Stadt Siegen. Seit 1905 beherbergt es das Siegerlandmuseum.

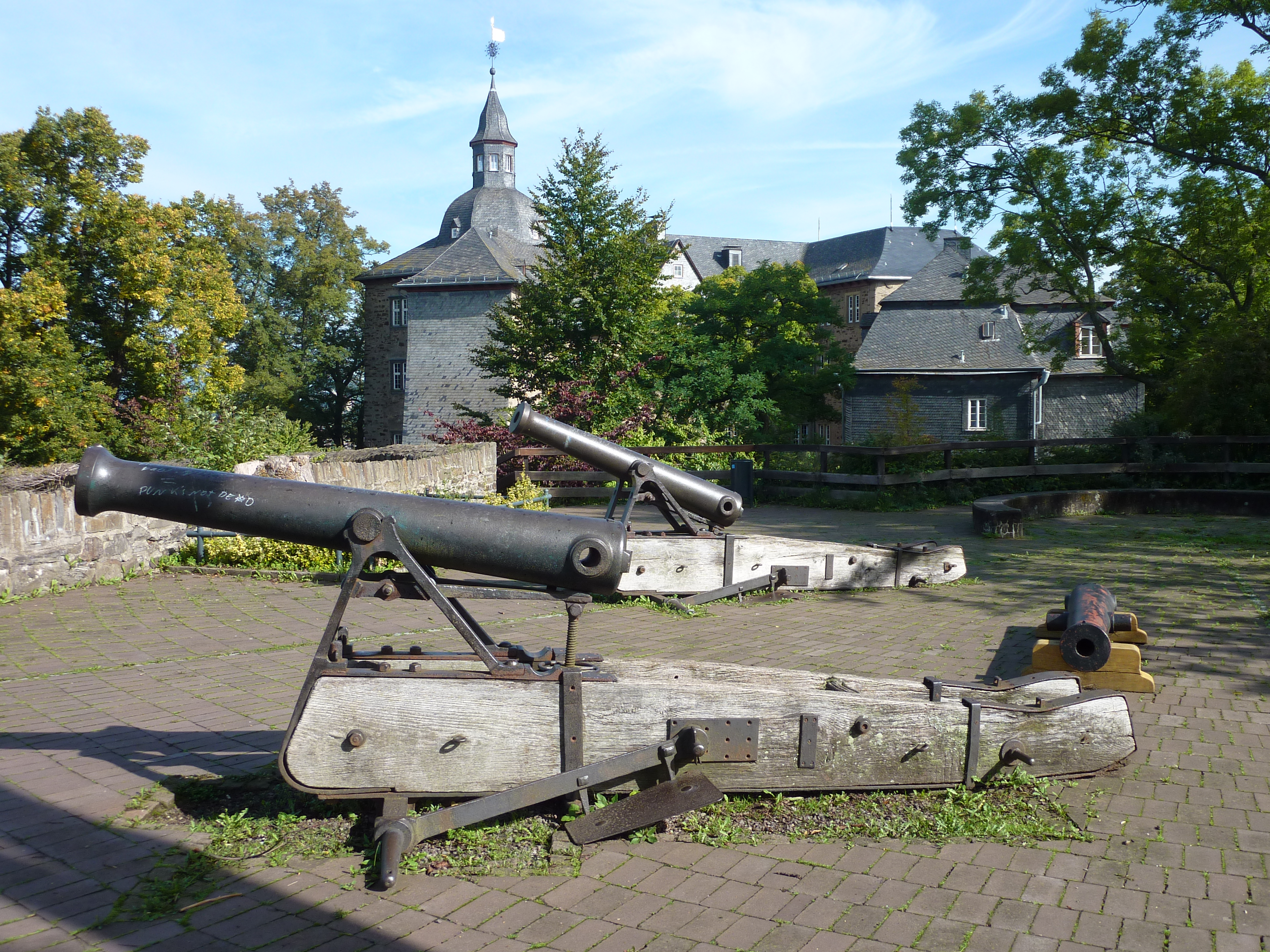
Hasengarten-Bastion mit Geschützen, Ansicht von Süden

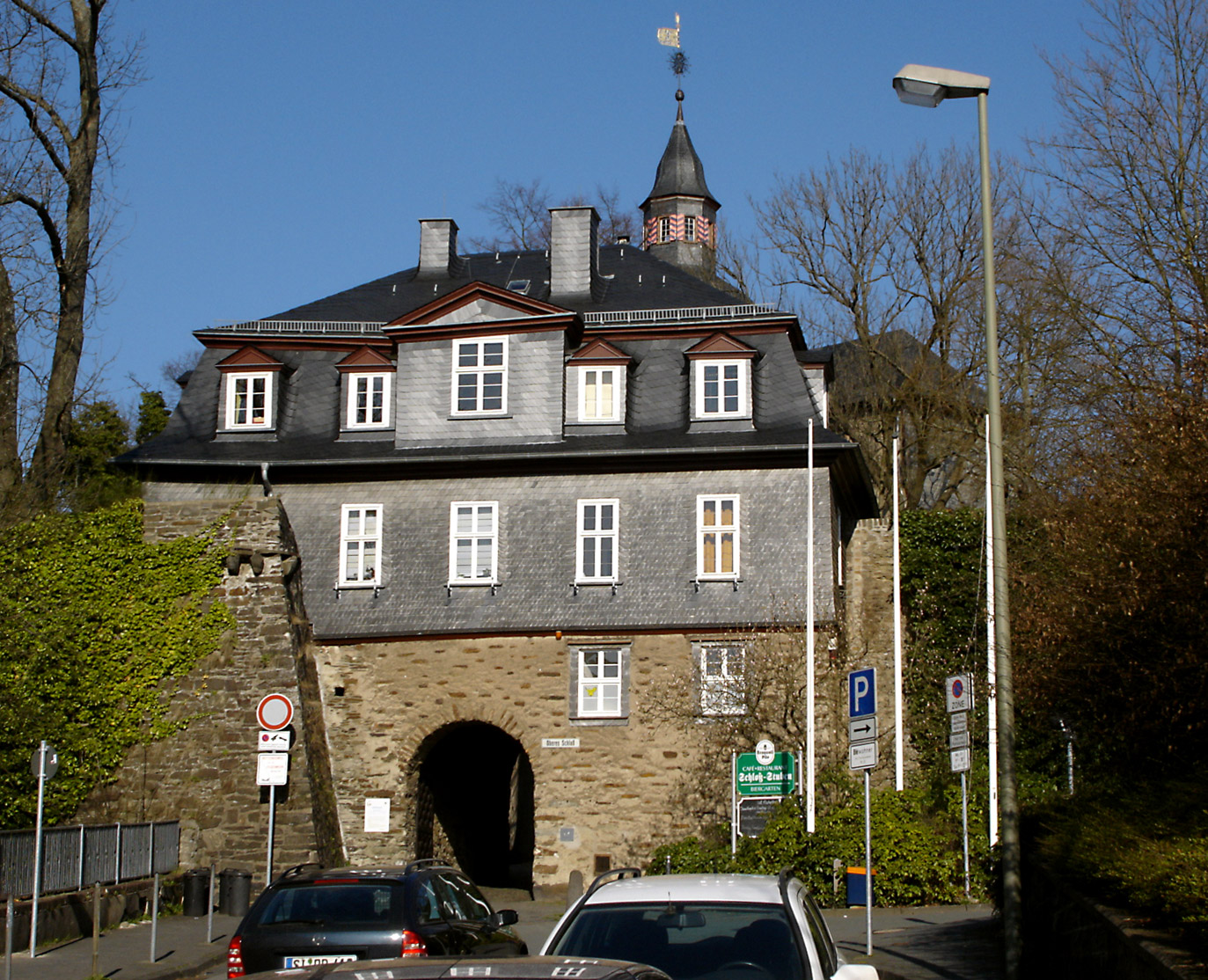
Torhaus mit Haupteingang zum Schloss, Ansicht von Westen

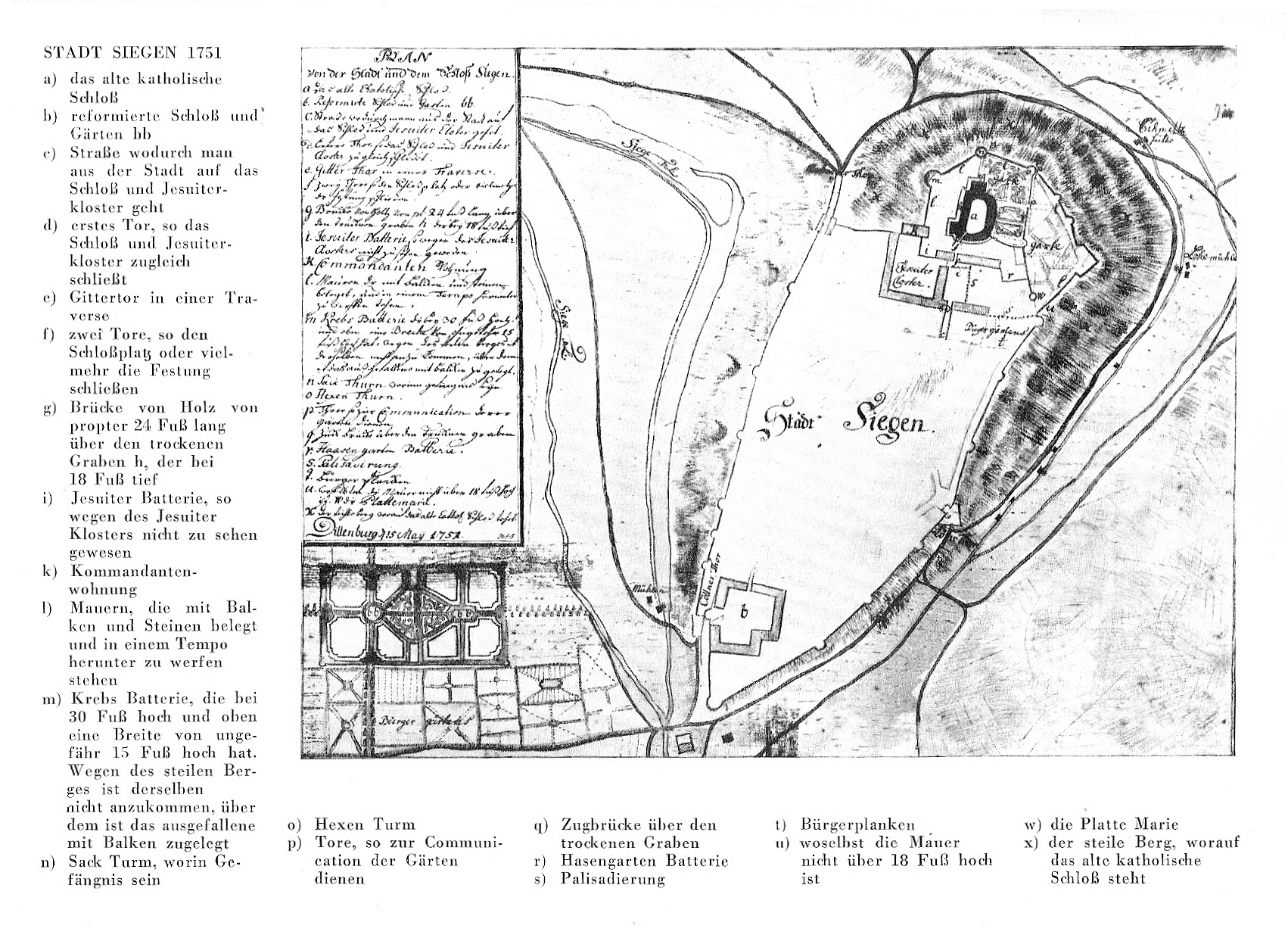
Karte der Stadt Siegen aus dem Jahr 1751, mit Beschreibung der Außenwerke und Nebengebäude des Oberen Schlosses

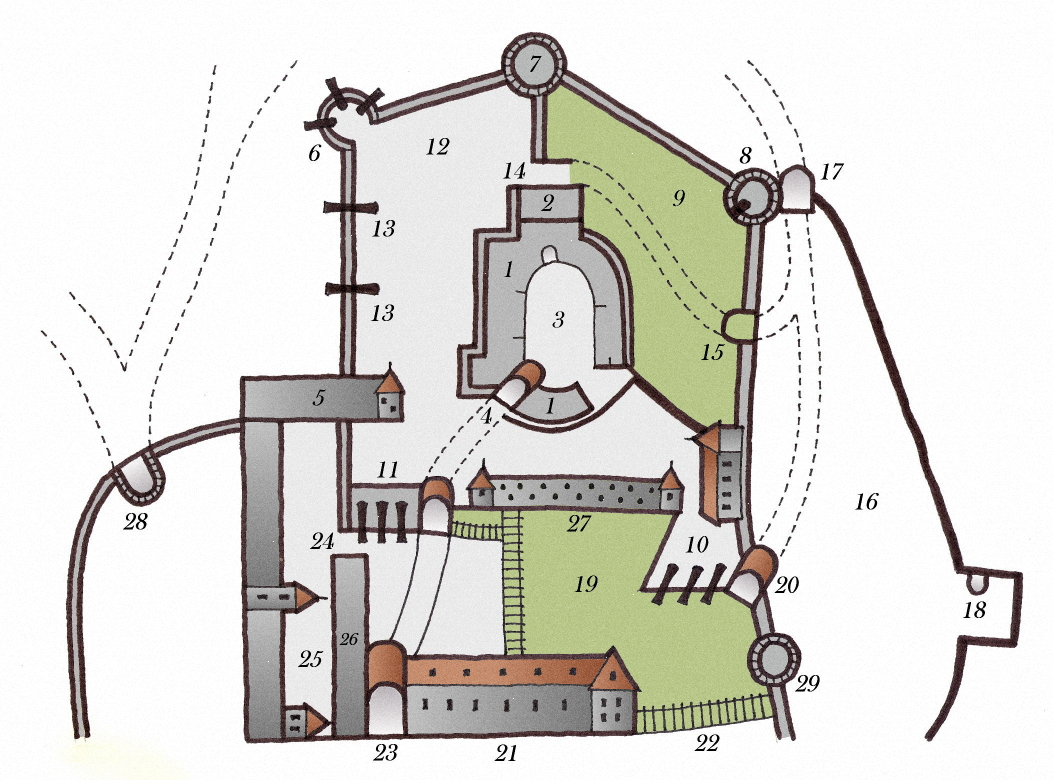
Lageplan des Schlosses; kolorierte Nachzeichnung einer historischen Kartenvorlage aus dem Jahr 1736

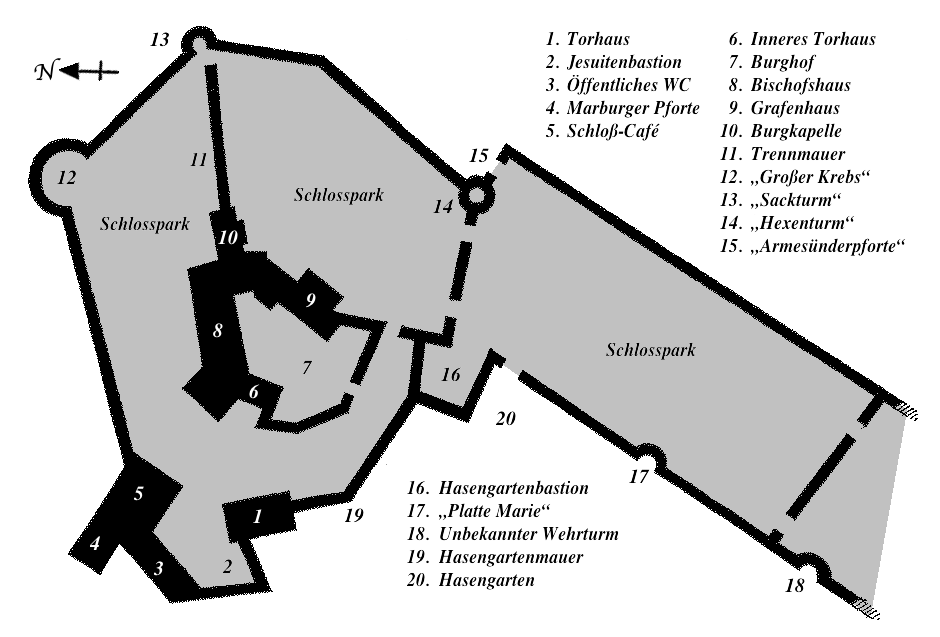
Lageplan 2010 (Ausschnitt)

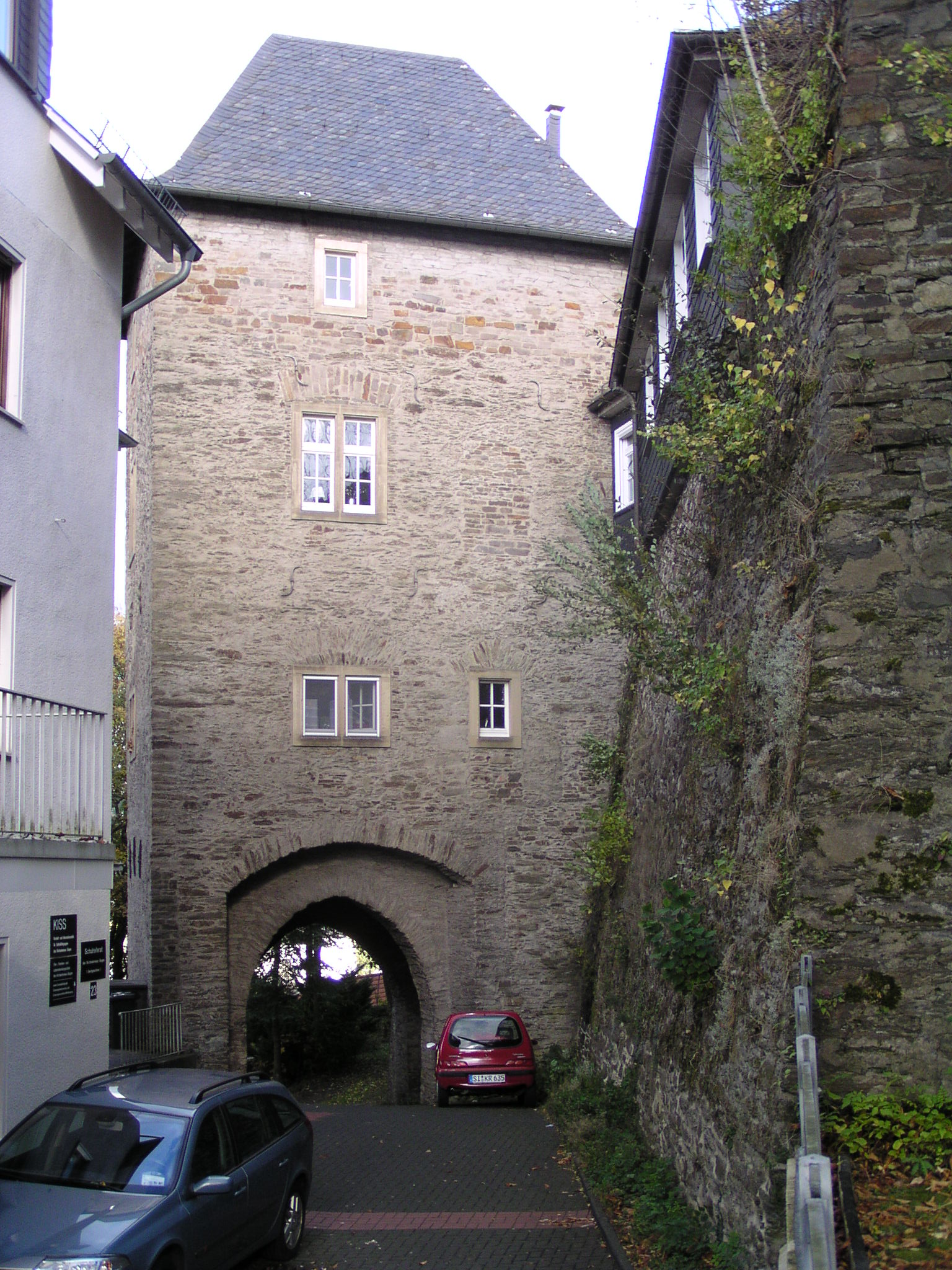
Marburger Pforte von Südwesten; rechts ein Teil der Schlossmauer

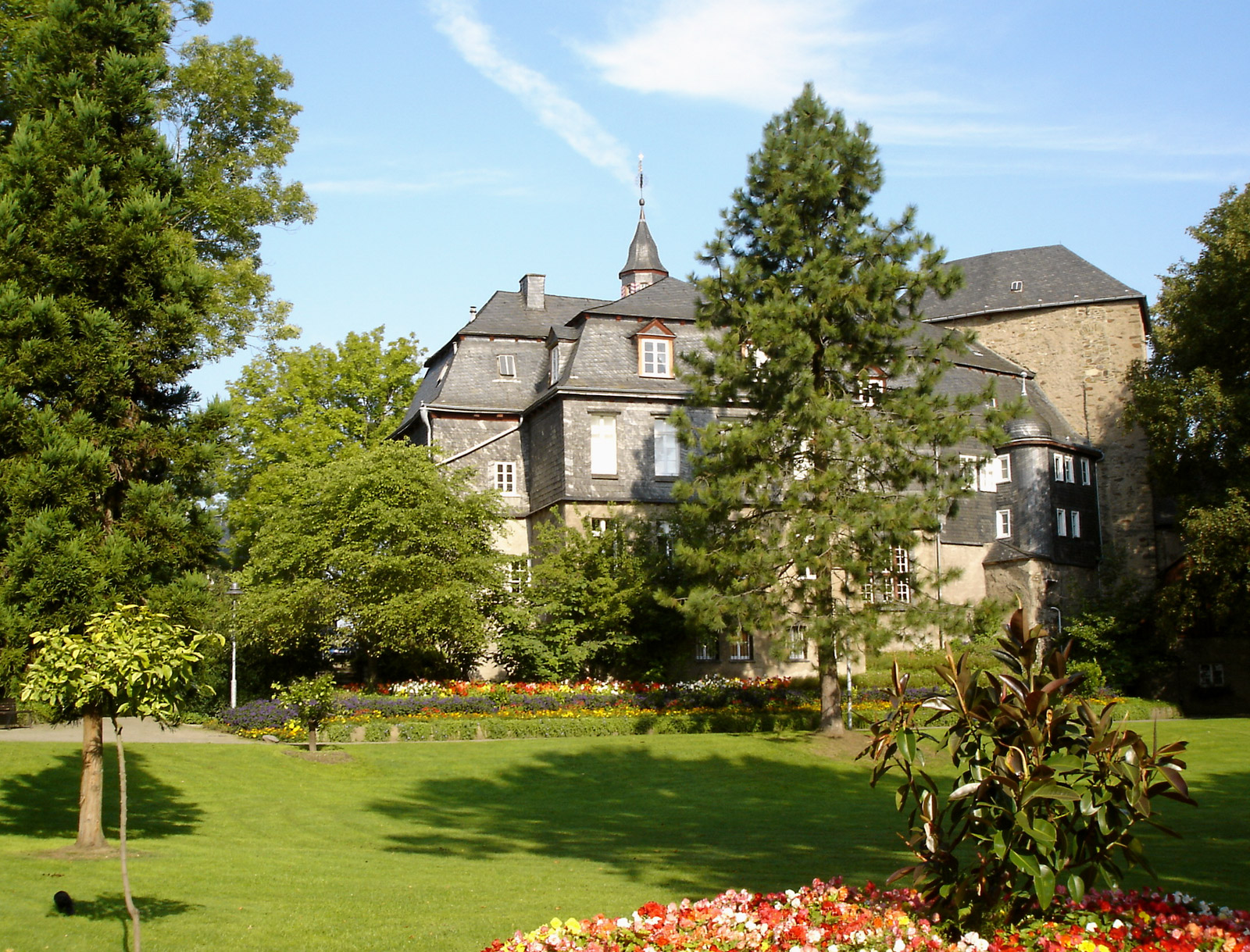
Park

## Anlage

### Hauptanlage
Teilweise wohl noch aus dem 13. Jahrhundert stammt das dreigeschossige Bischofshaus im Norden der Anlage. Dieses weist im Obergeschoss eine gotische Halle auf. Das Gebäude wurde wahrscheinlich im 15. Jahrhundert umgebaut. Im zweiten Obergeschoss befindet sich der 1506 eingerichtete Oraniersaal. Dieser ist im barocken Stil und mit Arbeiten des 18. Jahrhunderts ausgestattet. Im Westen des Bischofshauses wurde im 17. Jahrhundert ein Pavillonturm angebaut.
Das Grafenhaus aus den Anfängen der Burg ist in der alten Form nicht mehr erhalten. An dieser Stelle befindet sich ein zweigeschossiger Bau aus Fachwerk. Erbaut wurde er nicht vor dem 18. Jahrhundert. Erweitert wurde dieser Bau 1906 durch einen Anbau.
Verbunden wurden gräflicher und bischöflicher Burgteil durch das Haintor. Das Gebäude ist rechteckig und viergeschossig. Daran in Richtung Schlossgarten angebaut wurde ein niedrigerer Bau. Dieser wird Alte Kapelle genannt und diente vermutlich tatsächlich als Burgkapelle, wie Reste von Malereien nahelegen.
Ein ehemals vorhandener großer runder Hauptturm wurde im 16. Jahrhundert abgetragen, wie aus Rechnungsbüchern hervorgeht, die für das Jahr 1529 den Abriss eines großen Turms im Burgbereich dokumentieren. Die Fundamente dieses Bergfrieds wurden in den Jahren 1989–1990 bei archäologischen Grabungen wiedergefunden. Auch der Westbau der Anlage war bereits in früheren Jahrhunderten entfernt worden. Später entstand im Südwesten des Haupthofes ein Wirtschaftsgebäude. Dieses fiel den Zerstörungen im Zweiten Weltkrieg zum Opfer, nachdem es seit 1926 als Jugendherberge gedient hatte.

### Außenwerke und Nebengebäude
Umgeben wird der Komplex der Hauptburg von einem System von Außenwerken, die größtenteils im frühen 17. Jahrhundert unter Graf Johann dem Mittleren errichtet wurden, nachdem die Burg im Jahr 1607 zur Residenz geworden war. An der Ostseite der Anlage ist die Schlossmauer mit den Rümpfen zweier Rundtürme – Hexenturm und Sackturm – aus spätmittelalterlicher Zeit erhalten geblieben. Unmittelbar neben dem Hexenturm befindet sich ein „Armesünderpforte“ genannter Nebeneingang in der Mauer, durch den Verurteilte zur Richtstätte geführt wurden. In der Nordostecke der Befestigungsanlagen liegt ein größtenteils erhaltener, Großer Krebs genannter Batterieturm, der mehrere auf das nördlich gelegene Siegtal gerichtete Geschütze trug, und der den östlichen Zugang zur Stadt über das Marburger Tor der Siegener Stadtbefestigung kontrollierte. Zugang zur ehemaligen Burgmannssiedlung gewährte der Torturm Marburger Pforte neben dem Marburger Tor. Im Bereich der Burgfreiheit an der Westseite des Schlosses wurde 1643 ein Jesuitenkolleg gebaut. Zwei auf die Stadt gerichtete Bastionen im Westen der Anlage – Jesuitenbastion und Hasengartenbastion, ursprünglich mit jeweils drei Geschützen ausgestattet – ließ Fürst Johann Franz Desideratus im Jahr 1683 errichten. Dazwischen liegt das aus dem frühen 17. Jahrhundert stammende Torhaus mit schiefergedecktem Obergeschoss und mit dem Haupteingang zum Schlossgelände. Im Bereich der Burgfreiheit befand sich auch das im Zweiten Weltkrieg zerstörte Gebäude, in dem im Jahr 1577 Peter Paul Rubens geboren wurde. Hinzu kommt ein aus dem 17. Jahrhundert stammendes ehemaliges Zeughaus, das etwas außerhalb der Befestigungsanlagen westlich vom Torhaus liegt.

## Nutzung seit dem 20. Jahrhundert

### Siegerlandmuseum
Im Jahr 1888 erwarb die Stadt Siegen das Obere Schloss zum „verhältnismäßig günstigen“ Preis von 30.400 Mark vom Königreich Preußen und richtete dort im Jahr 1905 das Siegerlandmuseum ein, ein Museum für die regionale Geschichte. Die Einweihung fand am 25. März 1905 statt. Die Aufgabe des Museums sollte es sein, „das Wesen der Siegerländer Heimat nach Geschichte, Kultur und Volkstum darzustellen“. Das Museum hatte mit nur drei Ausstellungsräumen im Schloss begonnen; im Jahr 1929 erstreckte es sich bereits auf 35 Räume. Gegenwärtig verfügt das Museum über etwa 1.500 m² Ausstellungsfläche. Die Ausstellungsräume beherbergen unter anderem eine der wichtigsten Porträtsammlungen der Häuser Nassau und Oranien. Im Rubens-Saal sind neun Original-Gemälde des Barockmalers Peter Paul Rubens dauerhaft ausgestellt, darunter eine Fassung seines bekannten Werks Der Raub der Töchter des Leukippos sowie die erste Fassung seines Gemäldes Kreuzabnahme, die den Beginn seiner Karriere in Italien markiert. Zu den bedeutendsten Räumen des Museums zählt außerdem die Gotische Halle aus dem 14. Jahrhundert mit einer im Original erhaltenen Fußbodenpflasterung aus Grauwackensteinen im Fischgrätmuster. Weitere Räume sind berühmten Persönlichkeiten aus dem Siegerland gewidmet, darunter der Arzt und Schriftsteller Johann Heinrich Jung-Stilling und die Musikerfamilie Gebrüder Busch. Unter dem Schlosshof wurde im Jahr 1938 in 14 Meter Tiefe ein Schaubergwerk eingerichtet, das auf etwa 150 Meter Stollenlänge originale Einrichtungen und Ausstattung eines Siegerländer Erzbergwerks zeigt. Eröffnet wurde das Schaubergwerk am 8. Juli 1938 beim Westfalentag in Siegen. Neben der Dauerausstellung finden im Museum regelmäßig Wechselausstellungen statt. Alleiniger Träger des Siegerlandmuseums ist seit 1981 die Stadt Siegen. Geleitet wird das Museum seit 1991 von Ursula Blanchebarbe. Vorgänger in dieser Position waren unter anderem Wilhelm Weyer im Zeitraum von 1946 bis 1949 oder Bernd Roedig. Im Schloss befindet sich ebenfalls die wissenschaftliche Stadtbibliothek (Siegerlandbibliothek).

### Schlosspark und Peripherie
Der flächenmäßig größte Teil des Schlossgrundstücks wird vom Schlosspark eingenommen, der hauptsächlich als Ziergarten mit großflächigen Blumenrabatten dient, davon etwa 60.000 Tulpen. Im Schlosspark sind mehrere zeitgenössische Skulpturen dauerhaft ausgestellt, darunter der Rubensbrunnen mit einer Plastik des Bildhauers Hermann Kuhmichel, der an die Geburt des 1577 in Siegen geborenen Peter Paul Rubens erinnert. Unter einer Zeltdachkonstruktion in der südlichen Hälfte des Parks finden in den Sommermonaten regelmäßig kulturelle Veranstaltungen – Konzerte und Theateraufführungen – statt. Außerdem befinden sich auf dem Gelände ein Café-Restaurant sowie ein Kinderspielplatz. Das Zeughaus unmittelbar vor dem Schlossgelände wird gegenwärtig als Studentenwohnheim genutzt und beherbergt im Erdgeschoss außerdem eine Gaststätte.
In der Zeit des Nationalsozialismus wurden am südlichen Teil des Schlossparks zwei Hochbunker für den zivilen Luftschutz errichtet, die teilweise in die historischen Befestigungsanlagen integriert wurden. Ein dritter Luftschutzbunker mit zwei einzelnen Bauten entstand auf dem Gelände der Burgfreiheit an der Nordseite der Burgstraße. Zu Tarnungszwecken wurde das äußere Erscheinungsbild der Gebäude teilweise an die Architektur des Oberen Schlosses angelehnt. Zusammengenommen hatten die Bunkeranlagen eine Platzkapazität von Sitz- und Liegeplätzen für etwa 3000 Personen. Nach dem Ende des Zweiten Weltkriegs wurden bei zweien der Bunker die Obergeschosse in privaten Wohnraum umgewandelt, der bis in die Gegenwart benutzt wird.